# Abraham Bos
Pour les articles homonymes, voir Bos.
Abraham Paulus Bos, né en 1943 à Baarn, est un philosophe et historien néerlandais ayant enseigné la philosophie ancienne et patristique à l'université libre d'Amsterdam, spécialiste de la philosophie d'Aristote.
Sa thèse de doctorat de 1971 est intitulée Een onderzoek naar de kosmologie van Aristoteles in de eerste jaren van zijn wijsgerige activiteit (Une étude de la cosmologie d'Aristote dans les premières années de son activité philosophique). Sa leçon inaugurale de 1976 a pour titre : Providentia Divina: Le thème de la Pronoia divine chez Platon et Aristote.

## Travaux
Abraham Bos est auteur, co-auteur ou co-éditeur des ouvrages suivants :
- (en) Aristotle, on the Life-Bearing Spirit (de Spiritu): A Discussion with Plato and His Predecessors on Pneuma As the Instrumental Body of the Soul: Introduction, Translation, and Commentary. (en collaboration avec Rein Ferwerda). Leiden : Brill, 2008.  (ISBN 9789004164581).
- (en) The Soul and Its Instrumental Body: A Reinterpretation of Aristotle's Philosophy of Living Nature. Leiden, Netherlands: Brill, 2003.  (ISBN 9789004130166)
- (en) Cosmic and Meta-Cosmic Theology in Aristotle's Lost Dialogues. Leiden u.a: Brill, 1989  (ISBN 9789004091559)
  - Ouvrage traduit en italien sous le titre : (it) Teologia cosmica e metacosmica : per una nuova interpretazione dei dialoghi perduti di Aristotele  (ISBN 9788834302934)
- (en) On the Elements: Aristotle's Early Cosmology. (avec J N. Kraay). Assen: Van Gorcum, 1973.  (ISBN 9789023210276). Ouvrage inspiré de sa thèse de doctorat.